# Stadio Yves du Manoir (Montpellier)
Lo stadio Yves du Manoir (in francese Stade Yves-du-Manoir) è l'elemento principale del complesso sportivo francese omonimo di Montpellier.
Si tratta di uno stadio di rugby a 15 di circa 12 700 posti a sedere, terreno interno del Montpellier Hérault Rugby Club.
Fondato nel 2003 e inaugurato nel 2007, è il primo impianto rugbistico costruito in Francia dall'avvento dell'era professionistica; a livello internazionale ha ospitato le gare della nazionale maggiore femminile francese.
Dal 1º luglio 2018 il nome commerciale dello stadio (non del complesso, che continua a chiamarsi Yves du Manoir) è GGL Stadium.

## Storia
Lo stadio fu fondato nel 2003, su progetto dei professionisti Philippe Cervantes, Philippe Bonon e Denis Bedeau dello studio A+ Architecture su un appezzamento di circa 130000 m² di estensione nel quartiere occidentale Ovalie di Montpellier; lo stadio propriamente inteso occupa una superficie di 16000 m² e, come pertinenza, si trovano anche due campi ausiliari per allenamento, più un fabbricato-spogliatoio con piscina di 850 m².
Altri servizi che trovano posto nel perimetro del complesso sono un albergo, la club-house del Montpellier, un parcheggio erboso da 1 000 posti e uno per spettatrici in gravidanza da 250 posti.
L'impianto, del costo complessivo di 63 milioni di euro, fu inaugurato il 23 giugno 2007 alla presenza dell'allora presidente della Fédération Française de Rugby Bernard Lapasset.
Il nome scelto fu quello di Yves du Manoir, rugbista francese e aviatore morto prematuramente nel 1928 e a cui era già intitolato il noto stadio di Colombes, vicino Parigi.
Il costo del complesso, di proprietà completamente pubblica e in carico alla città metropolitana di Montpellier (Montpellier Méditerranée Métropole) fu ripartito per il 55,6% dall'ente predecessore della citata entità, Montpellier Agglomération; l'ex regione Linguadoca-Rossiglione contribuì con il 19%, la città di Montpellier con il 15,9%, il consiglio generale del dipartimento dell'Hérault con l'8,2% e infine lo Stato francese con l'1,3%.
Al momento della sua inaugurazione era il primo e l'unico impianto costruito in Francia dopo l'apertura del rugby a 15 al professionismo avvenuta 12 anni prima.

## Caratteristiche tecniche
Il terreno di gioco dello stadio principale è in erba, mentre quello degli impianti ausiliari di allenamento è sintetico.
L'impianto principale, orientato longitudinalmente in direzione nord-nordovest sud-sudest, è totalmente coperto; ha forma rettangolare e le sue quattro tribune prendono il nome da altrettanti famosi stadi di rugby del mondo: la tribuna settentrionale è intitolata allo stadio di Twickenham di Londra, quella meridionale al Murrayfield di Edimburgo, quella orientale all'Ellis Park di Johannesburg e quella occidentale a Eden Park di Auckland.
La copertura di una delle due pertinenze ausiliarie è invece costituita da moduli fotovoltaici che assicurano una potenza di 24 kW all'impianto.

## Impiego
Il complesso nacque come impianto interno e club-house della locale società rugbistica del Montpellier Hérault Rugby; la città ospitò la Coppa del Mondo di rugby 2007 ma con l'altro stadio cittadino, la Mosson, normalmente utilizzato dal club calcistico di Montpellier; tuttavia fu usato dalla squadra nazionale dell'Australia come terreno di allenamento durante la fase a gironi della competizione.
Il 1º agosto 2014 lo stadio fu rinominato Altrad a seguito dell'acquisto dei diritti di naming del proprietario del club, l'imprenditore franco-siriano Mohed Altrad.
L'accordo riguardava solo lo stadio del rugby e non tutto l'impianto, il cui nome è sempre rimasto Yves du Manoir.
Nell'autunno di quello stesso anno, a causa della pioggia intensa che provocò l'inondazione delle Cevenne, la città di Montpellier fu toccata dal disastro idrogeologico avvenuto a monte e lo stadio della Mosson fu danneggiato, ragion per la quale l'Altrad fu offerto dal club rugbistico alla locale squadra di calcio del Montpellier Hérault Sport Club per il periodo necessario al ripristino dell'impianto, avvenuto prima dell'inizio del 2015.
La convenzione non fu rinnovata e il 1º luglio 2018 lo stadio (secondo le stesse modalità di naming precedenti) fu rinominato GGL Stadium dopo accordo economico con il gruppo GGL per circa 400000 €/anno.
A livello internazionale lo stadio ha ospitato due incontri del Sei Nazioni femminile, la prima volta nell'edizione 2010 quando la Francia batté l'Italia 45-14, e la seconda nel 2019 con le atlete di casa che batterono il Galles 52-3.